# محمد واعظ قزوینی
میرزا محمد رفیع ملقب به رفیع‌الدین مشهور به واعظ قزوینی (۱۶۱۸م - ۱۶۷۹م) فقیه و ادیب ایرانی در سدهٔ هفدهم میلادی/یازدهم هجری بود. وی از فرزندان مولانا ملا فتح‌الله قزوینی و از علمای امامیه و از ادبا و فضلای سده یازدهم قمری است. او در وعظ و خطابه سرآمد بود و مدت‌ها در مسجد جامع قزوین وعظ می‌گفت. او از شاگردان ملا خلیل قزوینی بود. از علم معقول حظی فراوان داشت و اثر مشهورش در این باره ابواب الجنان (به فارسی: درهای بهشت) نام دارد.
به گفته میرزا رحیم سامت قزوینی (مجتهد معاصر) واعظ، جد اعلای ایشان می‌باشد.

## زندگی
ملا محمد رفیع واعظ قزوینی در ذیحجه۱۰۲۷ق در قزوین زاده شد. او در زمینه‌های علوم معقول و منقول تحصیل کرد؛ در ادبیات فارسی، فقه شیعه، تفسیر قرآن، وعظ و خطابه ممتاز شد و به واعظ قزوینی شهرت یافت.

واعظ قزوینی در سال ۱۶۷۹م/ رمضان۱۰۹۰ق درگذشت و مدفنش در مدخل ورودی صحن شاهزاده حسین (قزوین) در گوشه چپ قرار دارد؛ ماده‌تاریخ آن از نظمی تبریزی:
| نکته‌سنجان گزین برخاستند     |  | از محیط پاک قزوین گاهگاه     |
| گفتهٔ ما کس نپندارد گزاف     |  | گر کند بر گفتهٔ واعظ نگاه     |
| واعظ قزوینی آن فاضل که بود  |  | محضرش ارباب دانش را پناه     |
| در همهٔ ابواب «ابواب الجنان» |  | بر کمال و فضل او باشد گواه   |
| یوسف مصر ادب بود، ای دریغ   |  | آسمان ناگه فکند او را به چاه |
| گفت «نظمی» از پی تاریخ او:  |  | واعظ آزاده ناید هیچگاه       |

## شاعری
سبک او در شعر به سبک هندی نزدیک است، نسخ خطی دیوان واعظ در کتابخانه مجلس شورای ملی و کتابخانه و موزه ملی ملک نگهداری می‌شود. وی در بیشتر اشعارش به گفتن پند و اندرز می‌کوشد و توانگران را به دستگیری از بینوایان دعوت می‌کند و متخلص به واعظ است. او همچنین در ساختن ماده تاریخ برجسته بوده و ماده تاریخی در وفات فرزندش عبدالحسین (۱۰۷۲ق/۱۶۶۲م) نوشت؛
| رفت نور دیده‌ام عبدالحسین     |  | تابم از دل برد و خواب از دیده‌ام |
| چون تواند دید خالی جای او    |  | دیدهٔ در خون خود غلتیده‌ام؟       |
| موی آتش دیده را ماند تنم     |  | بسکه از دردش به خود پیچیده‌ام    |
| گفت یاری، چیست ای محزون ترا؟ |  | کاین چنین آشفته‌ات کم دیده‌ام     |
| در جوابش گفتم و تاریخ شد     |  | رفت نور دیده‌ام از دیده‌ام        |

در ۲۴ نوامبر ۲۰۱۶/ ۴ آذر ۱۳۹۵ نخستین کنگرهٔ دوسالانهٔ شعر آئینی واعظ قزوینی در قزوین برگزار گشت؛ بیان شد که ۸۲۵ غزل از او برجای مانده که ۹ غزل به زبان ترکی و ۸۱۶ غزل به زبان فارسی است و کوتاهترین غزل وی سه بیت و طولانی‌ترینِ آن در ۲۱ بیت سروده شده‌است. او به سه زبان فارسی، ترکی و عربی تسلط داشته و این در شعر او نمایان است.

## آثار
- ابواب الجنان: در پند و اندرز؛ در مکتب‌خانه‌ها (مدرسه‌ها پیش از نوین‌سازی) از کتاب‌های درسی در ایران بود.[۱]
- الموعظه: در دو جلد؛
- دیوان اشعار
- الحمله الحیدریه